# Stupida (singolo)
Stupida è un singolo della cantante Alessandra Amoroso, pubblicato il 27 marzo 2009 come secondo estratto dal EP di debutto Stupida.

## Descrizione
Stupida è stata presentata in anteprima da Alessandra Amoroso durante la puntata del 24 marzo 2009 del talent show Amici di Maria de Filippi, di cui la cantante era una concorrente in gara.  Il brano è stato reso disponibile per il download digitale e per l'airplay radiofonico a partire dal 27 marzo 2009, in concomitanza con l'uscita dell'EP omonimo, da cui il brano è stato tratto. Il singolo debutta in classifica alla ventiduesima posizione, per poi salire fino alla prima posizione. È il ventisettesimo brano più scaricato in Italia nel 2009.
Il brano viene incluso in diverse compilation: nel 2009 in Strike!, nel 2010 in Radio Italia Estate, nel 2013 in Le 100 canzoni italiane di oggi, nel 2014 in 100 canzoni di Radio Italia e nel 2015 in Ciao Italia!.
Nel 2015 viene incisa la versione spagnola del brano, dal titolo Estúpida, contenuta nell'album Alessandra Amoroso.

## Video musicale
Il videoclip prodotto per Stupida è stato girato, per la regia di Gaetano Morbioli, a Verona ed è ispirato al film Ricomincio da capo. Nel video Alessandra Amoroso si risveglia ogni mattina ripetendo sempre la stessa giornata, il 12 agosto, giorno del suo compleanno in cui sembra che nessuno si accorga della sua presenza. Nel finale del video finalmente il tempo ricomincia a scorrere normalmente, ed il cambiamento è sottolineato anche dal cambio della fotografia che diventa più luminosa e naturale, rispetto alle atmosfere scure e tendenti al blu, che avevano accompagnato le sequenze fino a quel momento.

## Tracce
Download digitale
1. Stupida – 3:35 (Federica Camba, Daniele Coro e Diego Calvetti)
2. Stupida (Remix di Emiliano Pepe feat. La Pina) – 3:55 (Federica Camba, Daniele Coro e Diego Calvetti)

## Remix
A metà maggio 2009 è stato distribuito per l'airplay radiofonico un remix di Stupida prodotto da Emiliano Pepe con il featuring di La Pina.

## Formazione
- Alessandra Amoroso – voce
- Simone Papi – tastiera, pianoforte, organo Hammond, programmazione
- Giorgio Secco – chitarra acustica, chitarra elettrica
- Cesare Chiodo – basso
- Diego Corradin – batteria

## Classifiche
| Classifica (2009) | Posizione massima |
| ----------------- | ----------------- |
| Italia            | 1                 |
| Svizzera          | 64                |

### Classifiche di fine anno
| Classifica (2009) | Posizione |
| ----------------- | --------- |
| Italia            | 27        |

## Cover
Nel 2010, Stupida è oggetto di una cover da parte di La India, che la traduce e canta in lingua spagnola. La canzone si intitola Estúpida.
Della canzone viene registrato, per la produzione di Pablo Croce, un videoclip, che racconta il tema di una ragazza disorientata dall'interruzione di una relazione sentimentale.
Rispetto alla canzone italiana, la versione spagnola è più lunga e contiene una ripetizione del ritornello non contenuta nella versione originale.
La canzone viene pubblicata in due versioni: una salsa e una ballata.